# فوتبال در کاستاریکا
فوتبال پرطرفدارترین ورزش در کاستاریکا است. کاستاریکا مدت‌هاست که صادرکننده بازیکنان فوتبال در آمریکای مرکزی شناخته می‌شود؛ با ۱۹ بازیکن در لیگ‌های فوتبال حرفه‌ای اروپایی در سال ۲۰۰۶. روزنامه لا ناسیون از سال ۱۹۹۴ آمار سالانه این لژیونرها را تهیه می‌کند.